# Tribolium
Tribolium là một chi thực vật có hoa trong họ Hòa thảo (Poaceae).

## Loài
Chi Tribolium gồm các loài: